# Гвоздика китайская
Гвоздика китайская (лат. Dianthus chinensis) — вид многолетних травянистых растений рода Гвоздика семейства Гвоздичные (Caryophyllaceae).
Гвоздика китайская растёт в виде куста. Высота стеблей достигает 0,5 м. Листья парные, узкие, длинные, у некоторых сортов — закручены. Карликовые виды достигают в высоту до 15 см. Период цветения с июня по август. Цветёт белыми, розовыми, бордовыми цветами, характерная особенность — прорези и полоски насыщенного бордового цвета на лепестках.
Естественно гвоздика китайская произрастает на севере Китая, в Корее и Монголии. Как декоративное растение выращивается по всему миру.
Гвоздика китайская — растение многолетнее, но в странах с умеренным климатом выращивается как однолетнее. В декоративной культуре с 1702 года. За эти годы было выведено множество форм, полученных в результате селекции и гибридизации. Сегодня усилия селекционеров направлены на создание гибридов, характеризующихся компактным кустом, ранним и продолжительным цветением, цветками различных оттенков. Это даёт возможность выращивать растения не только на любительском уровне, но и в коммерческих целях.